# Ophiocaryon paradoxum
Ophiocaryon paradoxum är en tvåhjärtbladig växtart som beskrevs av Schomb. Ophiocaryon paradoxum ingår i släktet Ophiocaryon och familjen Sabiaceae. Inga underarter finns listade.